# Heterochelus formosus
Heterochelus formosus är en skalbaggsart som beskrevs av Kulzer 1960. Heterochelus formosus ingår i släktet Heterochelus och familjen Melolonthidae. Inga underarter finns listade i Catalogue of Life.